# Jude Gilliam
Jude Gilliam White Montassir, nacida el 20 de septiembre de 1947 en Fairdale, Kentucky Estados Unidos, es una escritora de novela romántica, conocida sobre todo por sus obras históricas. Comenzó escribiendo en 1976 como Jude Deveraux.

## Biografía
Estudió en la Universidad estatal de Murray, licenciándose en Arte. Era una maestra de quinto grado antes de dedicarse a la escritura de manera profesional.
En 1967, Jude se casó y tomó el apellido de su esposo, White. Cuatro años más tarde se separaron. Más tarde se casó con Claude Montassir, y adoptaron un niño, Sam Alexander Montassir. Jude y Claude con el tiempo se divorciaron. Su hijo murió a los ocho años en accidente de moto. 
Jude ha vivido en varios países y en varios lugares de los Estados Unidos. Actualmente vive en Carolina del Norte y tiene también una casa en Italia.
Es conocida sobre todo por romances ambientados en la época medieval, con fuertes heroínas. También ha escrito obras ambientadas en la América posrevolucionaria, y el siglo XIX, tanto Colorado como Nuevo México. Ha escrito varias historias de viajes en el tiempo. Últimamente ambienta sus novelas en la época contemporánea y, en algunas, presenta fenómenos paranormales.
Muchos de sus libros tienen como protagonista una saga familiar, los Montgomery, a lo largo del tiempo y de dos continentes. También tienen un papel destacado sus primos, los Taggert.

## Obras

### Novelas individuales
- The Enchanted Land (La tierra encantada, 1978)
- Casa Grande (Casa Grande, 1982)
- Sweetbriar (Sweetbriar, 1983) James River – 0 / Tapestry - 15
- The Maiden (La doncella, 1988) Lanconia's Royal Family - 1
- Remembrance (Sombras de amor, 1994)
- Legend (No olvides el pasado, 1996) Legend, Colorado - 1
- The Blessing (La conspiración del amor, 1998)
- An Angel for Emily (Un ángel para Emily, 1998)
- "Simple Gifts: Four Heartwarming Christmas Stories" (1998)
- High Tide (Marea alta, 1999) Montgomery / Taggart - 14
- Temptation (Tentación, 2000)
- The Mulberry Tree (El árbol de las moras, 2002)
- Holly (Holly, 2003)
- Wild Orchids (Orquídeas salvajes, 2003)
- First Impressions (Primeras impresiones, 2005)
- Carolina Isle (2006)
- Secrets (2008)

### Familia Montgomery (Montgomery/Taggart)
1. The Black Lyon (Black Lion, 1980) Al comienzo
2. The Duchess (La duquesa, 1991) Siglo XIX, Reino Unido
3. The Temptress (La seductora, 1986) Siglo XIX, América
4. The Raider (El corsario, 1987) Época de la guerra revolucionaria
5. Mountain Laurel (La duquesa y el capitán, 1990) Siglo XIX, América
6. Sweet Liar (Dulces mentiras / Dulces engaños, 1992)
7. Wishes (Deseos, 1989) Siglo XIX, América
8. The Princess (La princesa, 1987) Siglo XX
9. Eternity (Eternity, 1992) Siglo XIX, América
10. Someone to Love (Alguien a quien amar, 2007)
11. The Heiress (La heredera, 1995) Edad Media
12. The Awakening (El despertar, 1988) Siglo XX
13. The Invitation (La invitación, enero de 1994)
14. A Knight in Shining Armor (El caballero de la brillante armadura, 1989) Siglo XX

### Serie Velvet / The Montgomery Annuals
1. Highland Velvet (Tierra audaz, 1982)
2. Velvet Angel (Ángel audaz, 1983)
3. The Velvet Promise (Promesa audaz, 1981)
4. Velvet Song (Canción audaz, 1983)

### Trilogía Forever and Always / Serie Forever
1. Forever (Para siempre, 2002)
2. Forever and Always (Para siempre jamás, 2003)
3. Always (2004)

### Saga James River /The Lady Series
1. River Lady (La mujer de la ribera, 1985)
2. Lost Lady (La mujer perdida, 1985)
3. Counterfeit Lady (La mujer falsa / Falsa, 1984)

### Serie Twins
- Twin of Ice (Hermana de hielo, junio de 1985) Chandler Twins, 1
- Twin of Fire (Hermana de fuego, agosto de 1985) Chandler Twins, 2

### Familia Peregrine /The Peregrine Family
- The Taming (El amor de Lady Liana, 1989)
- The Conquest (La conquista, 1991)

### Antologías (Libros con otros autores)
- "Change of Heart" en A Holiday of Love (1994)
- "Just Curious" en A Gift of Love (1995)
- "The Teacher" en Upon a Midnight Clear (1997) Legend, Colorado - 2
- "Unfinished Business" en A Season in a Highlands (2000)

### Saga Edilean
1. Lavender Morning (El aroma de la lavanda, 2009)
2. Days of gold (Los días dorados, 2009)
3. Scarlet nights (El color de la pasión, 2009)
4. [3.5] Promises (2009)
5. The scent of jasmine (La esencia del jazmín, 2010)
6. Heartwishes (Anhelos del corazón, 2011)
7. Moonlight in the morning (Amanecer a la luz de la luna, 2011)
8. Stranger in the moonlight (Extraños a la luz de la luna, 2012)
9. Moonlight masquerade (Mascarada a la luz de la luna, 2013)
10. Change of heart (2014)

### Summerhouse
1. The Summerhouse (El refugio, 2001)
2. Return to Summerhouse (2008)

### Trilogía Novias de Nantucket /Nantucket Brides
1. True Love (Amor verdadero, 2013)
2. For All Time (Por siempre jamás, 2014)
3. Ever After (Me entrego a ti, 2015)

### Blue Spring Lake
1. The Girl from Summer Hill (La chica de Summer Hill, 2016)